# Levone (torrente)
Il Levone è un torrente della Provincia di Torino, affluente in destra idrografica del Viana, che a sua volta confluisce nel Malone.
Il perimetro del suo bacino è di 21 km. Il corso d'acqua è anche noto come torrente Levona, un idronimo utilizzato a volte in documenti ufficiali; in piemontese si chiama invece Vunà.

## Corso del torrente
Nasce in comune di Forno Canavese attorno ai 1200 metri di quota dalla Testa Brusà, uno dei contrafforti meridionali del Monte Soglio. Dopo un primo tratto in direzione est prende a dirigersi verso sud-est ricevendo una serie di piccoli affluenti in destra idrografica.
Entrato in comune di Levone scava una boscosa valletta e raggiunge il capoluogo.
Qui esce nella pianura canavesana e, attraversata la parte sud del comune di Rivara, si unisce al Viana a quota 291 m s.l.m. al confine con Busano.

## Affluenti
La maggior parte degli affluenti raggiunge il Levone in destra idrografica perché per molti km il torrente scorre a breve distanza dal Viana e questo impedisce il formarsi di un reticolo idrografico di un certo rilievo tra i due corsi d'acqua.

In destra idrografica gli affluenti più importanti provengono dal contrafforte sud del Monte Soglio e sono il Rio della Madonna, il Rio della Noce e il Rio Ausilia.

## Pesca
Le acque del torrente sono incluse in zona di protezione tra il ponte delle Fornaci e il ponte sulla strada comunale Levone-Rivara.

## Note

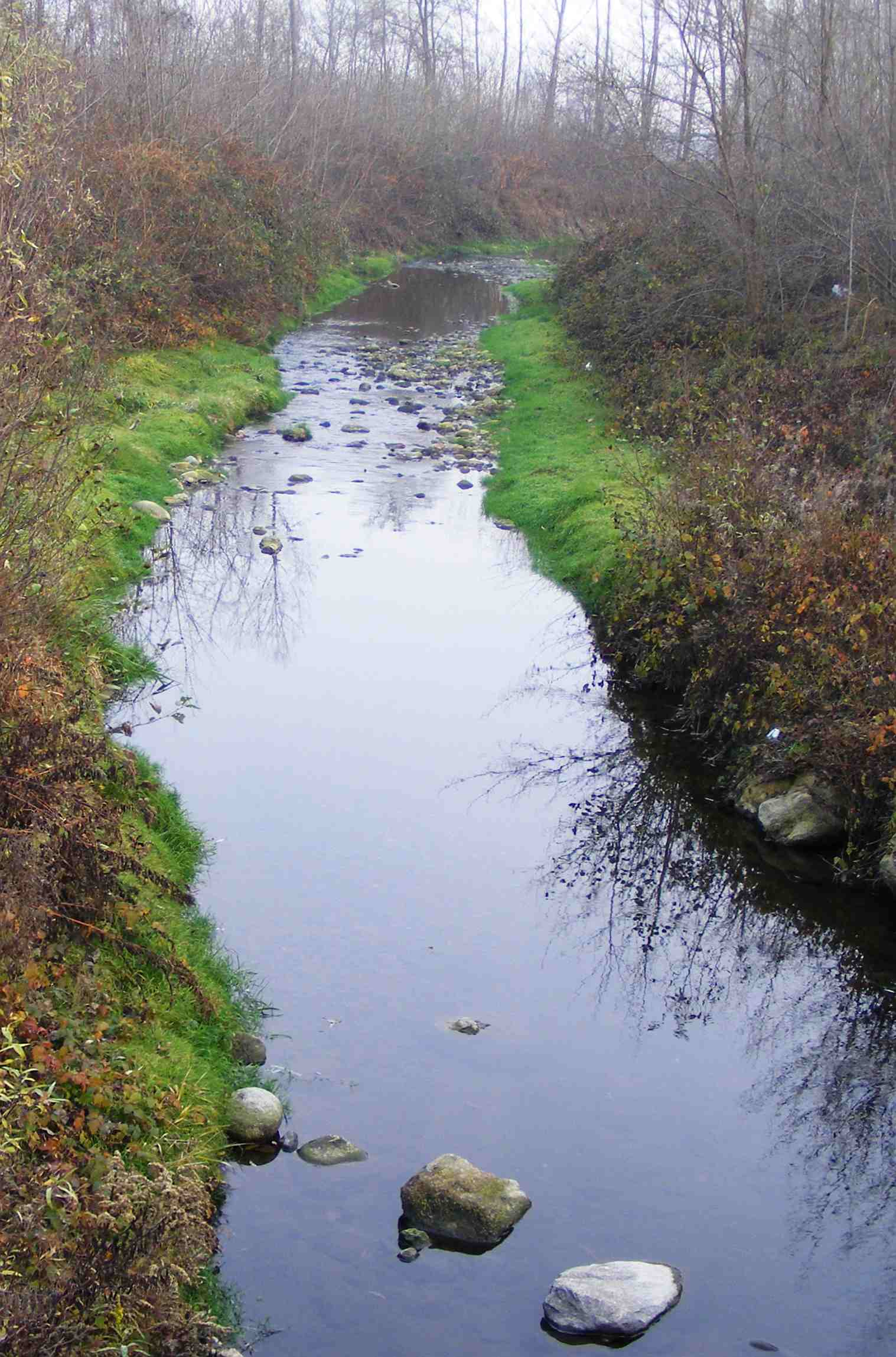
Il torrente tra Rivara e Barbania